# Ефект Тіндаля

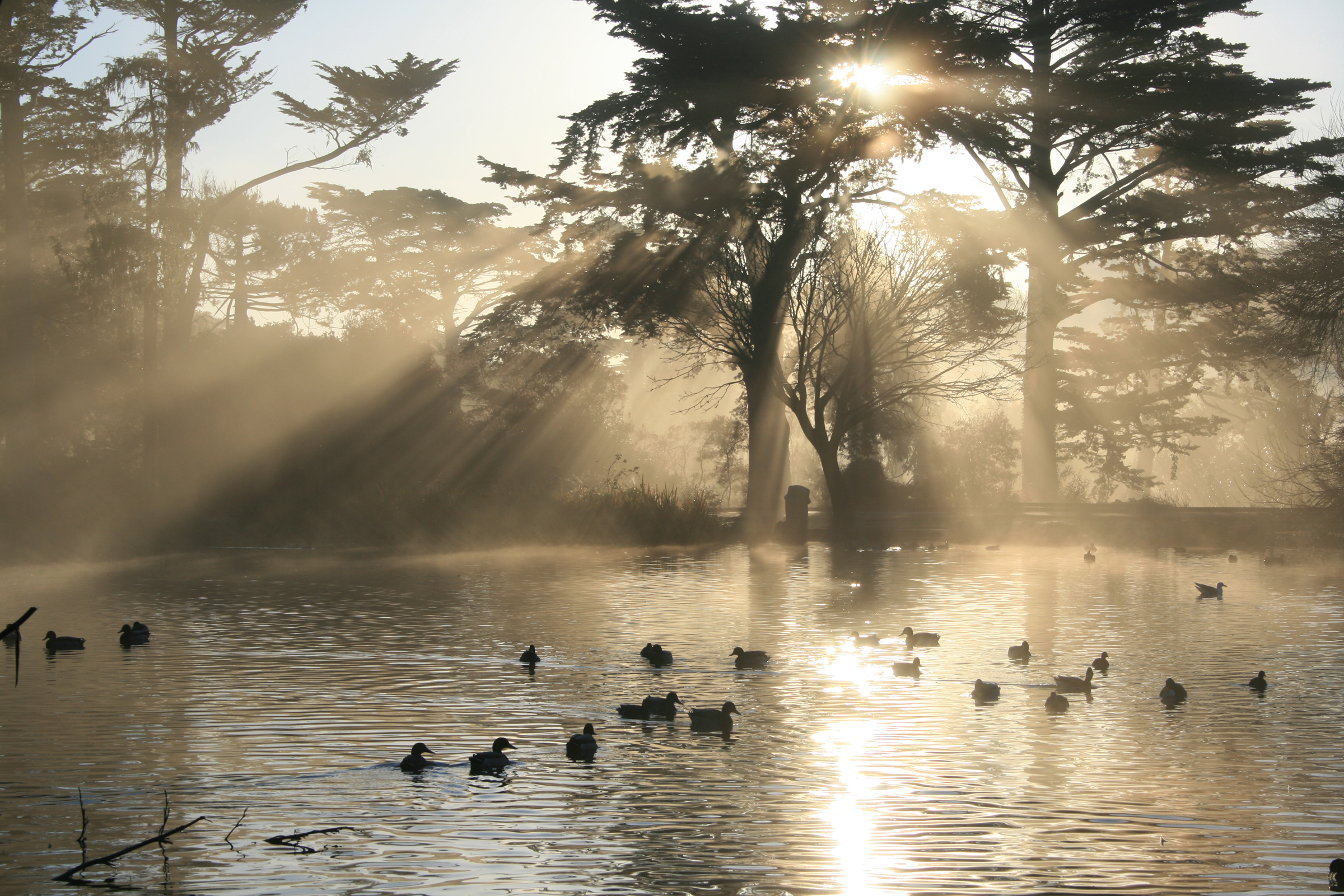
Сонячні промені, що проходять крізь туман

Ефект Тіндаля — світіння оптично неоднорідного середовища внаслідок розсіяння світла, яке через нього проходить.

## Загальний опис
Може спостерігатись у вигляді світлого конуса на темному фоні (конус Тіндаля) при розгляданні дисперсної системи під певним кутом (зазвичай 90°) до напрямку проходження через неї сфокусованого пучка світла.
Ефект Тіндаля був названий іменем фізика та інженера Джона Тіндаля, що дослідив та описав його.
Дисперсія світла при його проходженні через колоїд з частинками, які мають розміри, менші за довжину падаючої світлової хвилі. В першому наближенні інтенсивність розсіяного світла є обернено пропорційною до довжини його хвилі в степені 4. Використовується для визначення розмірів колоїдних частинок та макромолекул. Супроводиться грою барв від світлового потоку.

## Історія
Ефект Тіндаля був відкритий 1859 р. в результаті дослідження науковцем взаємодії світлових променів з різними середовищами. Він з'ясував, що при проходженні променів світла через середовище, що містить завись дрібних твердих частинок — наприклад, курне або задимлене повітря, колоїдні розчини, каламутне скло — ефект розсіювання зменшується в міру зміни спектрального забарвлення променя від фіолетово-синьої до жовто-червоної частини спектру. Якщо ж пропустити через каламутне середовище біле, наприклад сонячне, світло, яке містить повний спектр кольорів, то світло в синій частині спектру буде частково розсіюватися, у той час як інтенсивність зелено-жовто червоної частини світла залишиться практично незмінною. Тому, якщо дивитися на розсіяне світло, що вже пройшло крізь замутнене середовища в стороні від джерела світла, то воно (вихідне світло) буде здавитися нам синішим, ніж вхідне світло. Якщо ж дивитися на джерело світла вздовж лінії розсіяння, тобто через мутне середовище, джерело здасться нам червонішим, ніж є насправді. Саме тому димка від лісових пожеж, наприклад, здається нам блакитно-фіолетовою.
Ефект Тіндаля виникає при розсіюванні на завислих частках, розміри яких перевищують розміри атомів в десятки разів. При збільшенні частинок суспензії до розмірів порядку 1 / 20 довжини світлових хвиль (приблизно 25 нм і вище), розсіяння стає поліхромним, тобто світло починає розсіюватися рівномірно по всьому видимому діапазоні кольорів від фіолетового до червоного. У результаті ефект Тіндаля пропадає. Ось чому густий туман або купчасті хмари здаються нам білими — вони складаються з щільної суспензії водяного пилу з діаметром частинок від мікронів до міліметрів, що значно вище порога розсіювання за Тіндалем.